# Arthur Hugh Clough
Arthur Hugh Clough (Liverpool, 1 de janeiro de 1819 – Florença, 13 de novembro de 1861) foi um poeta inglês, um educador e o devotado assistente de Florence Nightingale. Ele era irmão da sufragista Anne Clough e pai de Blanche Athena Clough, ambas diretoras do Newnham College, Cambridge.

## Vida
Filho de James Butler Clough, um comerciante de algodão de ascendência galesa, e Anne Perfect, de Pontefract em Yorkshire. James Butler Clough era o filho mais novo de uma família nobre que vivia em Plas Clough em Denbighshire desde 1567. Em 1822, a família mudou-se para os Estados Unidos, e a primeira infância de Clough foi passada principalmente em Charleston, Carolina do Sul. Em 1828, Clough e seu irmão mais velho Charles Butler Clough voltou para a Inglaterra para estudar em Chester. Em 1829, Clough começou a frequentar a Rugby School, então com Thomas Arnold, cuja crença na educação e estilo de vida rigorosos ele aceitou. Separado em grande parte de sua família, ele passou por uma infância um tanto solitária, devotada à escola e aos primeiros esforços literários na Rugby Magazine. Em 1836, seus pais voltaram para Liverpool, e em 1837 ele ganhou uma bolsa de estudos para o Balliol College, em Oxford. Aqui, seus contemporâneos incluíram Benjamin Jowett , Arthur Penrhyn Stanley, John Campbell Shairp, William George Ward e Frederick Temple . Matthew Arnold, quatro anos mais novo, chegou ao final do semestre depois que Clough se formou. Clough e Arnold tiveram uma amizade intensa em Oxford.
Em 1837, estava em plena agitação do "Movimento de Oxford" liderado por John Henry Newman. Clough foi influenciado por esse movimento por um tempo, mas acabou rejeitando-o. Ele surpreendeu a todos ao se formar em Oxford com apenas honras de segunda classe, mas ganhou uma bolsa com uma tutela no Oriel College. Ele se recusou a ensinar as doutrinas da Igreja da Inglaterra, conforme sua tutoria o exigia, e em 1848 renunciou ao cargo e viajou para Paris, onde testemunhou a revolução de 1848. Ralph Waldo Emerson também estava em Paris naquela época, e Clough o via diariamente em maio e junho, e meses depois de seu retorno à Inglaterra. Como Edward Everett Hale conta a história:
Clough acompanhou [Emerson] a Liverpool para se despedir de seu retorno aos Estados Unidos, dizendo tristemente: "O que faremos sem você? Pense onde estamos. Carlyle nos levou a todos para o deserto e nos deixou lá "- uma observação que era exatamente verdadeira. Emerson disse em resposta que muitos dos excelentes jovens da Inglaterra haviam dito isso a ele enquanto ele subia e descia em suas viagens por lá. "E eu coloquei minha mão sobre sua cabeça enquanto caminhávamos, e disse: 'Clough, eu te consagrei bispo de toda a Inglaterra. Será sua parte subir e descer pelo deserto para encontrar esses errantes e conduzi-los para a terra prometida'. "
No verão de 1848, Clough escreveu seu longo poema The Bothie of Tober-na-Vuolich, um adeus à vida acadêmica, seguindo-a com poemas de sua época como aluno e tutor, na publicação compartilhada Ambarvalia. Em 1849, ele testemunhou outra revolução, o cerco da República Romana, que inspirou outro longo poema, Amours de Voyage (reimpresso pela Persephone Books em 2009). O dia de Páscoa , escrito em Nápoles, foi uma negação apaixonada da Ressurreição e o precursor do poema inacabado Dipsychus.
Desde 1846, Clough era financeiramente responsável por sua mãe e irmã (após a morte de seu pai e irmão mais novo e o casamento de seu irmão mais velho). No outono de 1849, para sustentá-los, ele se tornou o diretor do University Hall, um albergue para estudantes unitaristas na University College de Londres, mas achou sua ideologia tão opressiva quanto a que ele havia deixado para trás em Oxford. Ele logo descobriu que não gostava de Londres, apesar da amizade de Thomas Carlyle e sua esposa Jane Welsh Carlyle.
A perspectiva de um cargo em Sydney o levou a se comprometer com Blanche Mary Shore Smith, filha de Samuel Smith, de Combe Hurst, Surrey e Mary Shore (irmã de William Nightingale), mas quando isso não se concretizou, ele viajou em 1852 para Cambridge, Massachusetts, incentivado por Ralph Waldo Emerson. Lá ele permaneceu vários meses, lecionando e editando Plutarco para os livreiros, até que em 1853 a oferta de um exame no Departamento de Educação o trouxe mais uma vez a Londres. Ele se casou com a Srta. Shore Smith e seguiu uma carreira oficial estável, diversificada apenas por uma nomeação em 1856 como secretário de uma comissão enviada para estudar educação militar estrangeira . Ele dedicou enorme energia ao trabalho como assistente de secretária não remunerado da prima de sua esposa, Florence Nightingale. Ele praticamente não escreveu poesia por seis anos.
Em 1860, sua saúde começou a piorar. Ele visitou primeiro Great Malvern e Freshwater, Ilha de Wight. A partir de abril de 1861, ele viajou intensamente pela Grécia, Turquia e França, onde se encontrou com a família Tennyson. Apesar de sua saúde frágil, esta viagem continental renovou um estado de euforia como o de 1848-9, e ele rapidamente escreveu os elementos de seu último longo poema, Mari Magno. Sua esposa se juntou a ele em uma viagem da Suíça para a Itália, onde ele contraiu malária.
Ele morreu em Florença em 13 de novembro de 1861. Ele está enterrado no cemitério inglês de lá. Matthew Arnold escreveu a elegia de Thyrsis à sua memória.
Clough e sua esposa tiveram três filhos: Arthur, Florence e Blanche Athena. A filha mais nova, Blanche Athena Clough (1861–1960), devotou sua vida ao Newnham College, Cambridge , onde sua tia (sua irmã Anne ) era a diretora.

## Escritos
Pouco antes de deixar Oxford, durante a grande fome irlandesa da batata, Clough escreveu um panfleto ético dirigido aos alunos de graduação, com o título A Consideration of Objections against the Retrenchment Association at Oxford (1847). Sua pastoral homéricaThe Bothie of Toper-na-fuosich, posteriormente rebatizada de Tober-na-Vuolich (1848), e escrita em hexâmetro está repleta de conteúdo sobre socialismo, humor de leitura de festas e cenários escoceses. Ambarvalia (1849), publicado em conjunto com seu amigo Thomas Burbidge , contém poemas mais curtos de várias datas, de 1840 em diante.
Amours de Voyage, um romance em verso, foi escrito em Roma em 1849; Dipsychus, uma sátira bastante amorfa, em Veneza em 1850; e os idílios que compõem Mari Magno, ou Tales on Board , em 1861. Algumas peças líricas e elegíacas, mais recentes do que Ambarvalia, completam a produção poética de Clough. Seu único empreendimento considerável em prosa foi uma revisão de uma tradução do século XVII de Plutarco (chamada de "Tradução de Dryden", mas na verdade o produto de outros tradutores além de Dryden) que o ocupou desde 1852 e foi publicada como Vidas de Plutarco (1859) .
A produção de Clough é pequena e grande parte dela apareceu postumamente. Anthony Kenny observa que as edições preparadas pela viúva de Clough, Blanche, foram "criticadas ... por omitir, no interesse da propriedade, passagens significativas em Dipsychus e outros poemas". Mas editar os restos literários de Clough provou ser uma tarefa desafiadora, mesmo para editores posteriores. Kenny prossegue afirmando que "não foi fácil colocar quase toda a poesia de Clough no domínio público em uma década e ter garantido a aclamação geral da crítica e do público".
Seus longos poemas têm certa penetração narrativa e psicológica, e algumas de suas letras têm uma força melódica que combina com sua profundidade de pensamento. Ele é considerado um dos poetas ingleses mais progressistas do século XIX, em parte devido a uma franqueza sexual que chocou seus contemporâneos. Ele frequentemente ia contra os ideais religiosos e sociais populares de sua época, e seu verso é dito ter a melancolia e a perplexidade de uma era de transição, embora Through a Glass Darkly sugira que ele não carecia de certas crenças religiosas de a sua própria e, em particular, uma crença na vida após a morte, onde a luta pela virtude será recompensada. Seu trabalho é interessante para estudantes de metrologia, devido aos experimentos que fez, no Bothie e em outros lugares, com hexâmetros ingleses e outros tipos de versos formados sobre modelos clássicos.
Clough é talvez mais conhecido agora por seus poemas curtos Say Not the Struggle Naught Availeth , um apelo estimulante que invoca metáforas militares para manter o bom combate (luta cuja luta não é especificada, mas foi escrita após a derrota do cartismo em 1848) , Through a Glass Darkly , uma exploração da fé religiosa e da dúvida, e The Latest Decalogue , uma versão satírica dos Dez Mandamentos. O último decálogodístico sobre assassinato, "Não matarás; mas não precisas de se esforçar oficiosamente para nos manter vivos:" é frequentemente citado - geralmente fora do contexto - em debates sobre ética médica no sentido de que não é certo lutar para manter vivas pessoas com doenças terminais , especialmente se estiverem sofrendo. Além disso, este dístico influenciou as Três Leis da Robótica de Isaac Asimov (em particular, a cláusula da Primeira Lei "ou por inação").
O locutor Geoffrey Robertson QC usou a frase em um episódio de sua série de televisão, Geoffrey Robertson's Hypotheticals ("Affairs of the Heart", ABC, 1989), ilustrando esse ponto de vista; não está claro se Robertson estava ciente de que a versão de Clough do Quinto Mandamento não tinha nada a ver com o alívio do sofrimento, mas se referia àqueles que não dão - em nenhuma circunstância - o devido respeito à santidade da vida humana. O próprio Clough não dá nenhuma indicação de que o dístico sobre assassinato possa se referir à profissão médica em geral ou ao tratamento de doentes terminais em particular; na verdade, todo o texto de O Último Decálogo satiriza a hipocrisia, o materialismo, a ética seletiva e o interesse próprio comum a toda a humanidade.
Este amargo julgamento da humanidade deve ser equilibrado com a visão mais compassiva que ele exibe em outros poemas como Through A Glass Darkly : "Ah, ainda quando tudo é pensado e dito, o coração ainda domina a cabeça; ainda o que esperamos devemos acreditar, e o que nos é dado recebemos ".
No romance The French Lieutenant's Woman de John Fowles , vários capítulos contêm epígrafes de poemas de Clough: "Duty" (1841), The Bothie of Tober-na-Vuolich (1848) e "Poems" (1841-1852).

## Outras fontes
- Stephen, Leslie (1887). "Clough, Arthur Hugh" . In Stephen, Leslie (ed.). Dictionary of National Biography. 11. London: Smith, Elder & Co. pp. 127–128.
- Kenny, Anthony. "Clough, Arthur Hugh (1819–1861)". Oxford Dictionary of National Biography (online ed.). Oxford University Press. doi:10.1093/ref:odnb/5711.
- Clough's Poems (1862) edited, with a short memoir, by F. T. Palgrave,
- Letters and Remains, with a longer memoir, privately printed in 1865. *Both volumes published together in 1869, and reprinted
- Robindra Biswas, Arthur Hugh Clough: Towards a Reconsideration(1972)
- Samuel Waddington, Arthur Hugh Clough: A Monograph (1883)
- Anthony Kenny, Arthur Hugh Clough, a Poet's Life (2005)
- Howard F. Lowry and Ralph Leslie Rusk (editors), Emerson-Clough Letters, Hamden: Archon Books, 1968.
- Stefano Paolucci, Emerson Writes to Clough: A Lost Letter Found in Italy, in Emerson Society Papers, vol. 19, n. 1, Spring 2008.
- Selections from the poems were made by Mrs Clough for the Golden Treasury series in 1894, and by E. Rhys in 1896.
- "The French Lieutenant's Woman" (1969), by John Fowles.